# As Galvão
As Galvão, também conhecida como Irmãs Galvão, foi uma dupla sertaneja do interior do estado de São Paulo, Brasil. Formada pelas irmãs Meire e Marilene em 1947, elas foram a dupla sertaneja com mais tempo de atividade no país.
Segundo as próprias, a mudança de nome ocorreu em 2002, inspirada na numerologia.
Em junho de 2021, em entrevista ao canal do jornalista André Piunti, a cantora Mary anunciou o fim da dupla, por motivos de saúde de Marilene, que sofria do mal de Alzheimer. Ela faleceu em agosto de 2022.

## Biografias

### Mary
Mary Zuil Galvão (Ourinhos, São Paulo, 4 de maio de 1940) é a mais velha das irmãs. É ela quem toca sanfona.
Em 2016, se casou com o maestro e produtor musical da dupla Mario Campanha. Os dois estavam namorando por 35 anos.

### Marilene
Marilene Galvão (Palmital, 27 de abril de 1942 – São Paulo, 24 de agosto de 2022) foi a mais nova das irmãs. Era ela quem tocava viola e faleceu no hospital Professora Lydia Storópoli onde estava internada com Alzheimer. A causa do falecimento não foi divulgada 

### Carreira
Foi no ano de 1947 que a dupla nasceu artisticamente como Irmãs Galvão. A estréia foi em um programa da Rádio Club Marconi, de Paraguaçu Paulista (SP), comandado pelo radialista Sidney Caldini.
Em 1985, o maestro Mário Campanha começa a produzir os discos da dupla e com ela inaugurar uma fase mais moderna. 
Abertas às novas tendências da música regional, foram a primeira dupla a gravar lambada, recebendo um disco de ouro com a música "No calor dos teus braços", de Nicério Drumond e Cecílio Nenna, em 1986. Este LP as projeta nacional e internacionalmente, com músicas tocadas em Portugal, no Canadá e na Suíça.
Em 1997, comemoraram seus 50 anos de carreira com um show no parque da Água Branca, em São Paulo, com a presença de 6 mil pessoas, sendo homenageadas por Sula Miranda, Cezar & Paulinho, Tinoco e Tinoquinho, entre outros.
Em 2002, uma numeróloga sugere a dupla que mude o nome para "As Galvão".
Em 2013, no distrito de Sapezal, bairro rural da cidade de Paraguaçu Paulista, foi inaugurado o "Memorial das Irmãs Galvão", em homenagem a dupla. Foi nesta localidade que a dupla deu os primeiros passos na carreira, no final da década de 1940.
Em janeiro de 2016 gravaram o primeiro DVD da carreira.
Em 2017, lançaram o DVD “Eu e Minha Irmã: A Trajetória das Irmãs Galvão” contando a história da carreira da dupla.[carece de fontes?]

## Discografia
- 1955 - Rincão guarani/Carinho de anjo • RCA Victor • vinil 78 rpm
- 1955 - Não interessa/Vai dizer • RCA Victor • vinil 78 rpm
- 1956 - Se ele voltasse/Coração sabe o que faz • RCA Victor • vinil 78 rpm
- 1956 - Não me abandones/Quando a saudade se for • RCA Victor • vinil 78 rpm
- 1956 - Velha História/Falso amor • RCA Victor • vinil 78 rpm
- 1956 - A rosa e o jasmim/Alecrim da beira d'agua • RCA Victor • vinil 78 rpm
- 1957 - Cabocla do Paraná/Apaixonada • RCA Victor • vinil 78 rpm
- 1957 - Roseiral do amor/Sou de casamento • RCA Victor • vinil 78 rpm
- 1958 - Pobre carreteiro/Moleque insolente • Chantecler • vinil 78 rpm
- 1958 - A revoltada/Promessa ao negrinho • RCA Victor • vinil 78 rpm
- 1959 - Nossa casinha/Boquinha de mel • Sertanejo • vinil 78 rpm
- 1959 - Quero beijar-te as mãos/Rola mensageira • Chantecler • vinil 78 rpm
- 1959 - Vai saudade/Te amo • Chantecler • vinil 78 rpm
- 1959 - Povo/Filhinho teu • Chantecler • vinil 78 rpm
- 1960 - Pressentimento/Triste abandono • Philips • vinil 78 rpm
- 1960 - Siga quem lhe queira amar/Junto de ti • Sertanejo • vinil 78 rpm
- 1961 - Sonho predileto/Mensageiro • Philips • vinil 78 rpm
- 1962 - Esquece-me/Sorriso amargo • RCA Candem • vinil 78 rpm
- 1962 - Rostinho colado/Triste fim • Caboclo • vinil 78 rpm
- 1962 - Fim de baile/Grande verdade • RCA Candem • vinil 78 rpm
- 1962 - Zé da Estrada/Maria da Glória • RCA Candem • vinil 78 rpm
- 1963 - Desprezada/Desilusão • RCA Candem • vinil 78 rpm
- 1963 - Ferreirinha/Vou dar um jeitinha • Sertanejo • vinil 78 rpm
- 1963 - Fronteiriça/Pecado loiro • RCA Candem • vinil 78 rpm
- 1979 - Riozinho • Continental • LP
- 1992 - Lembranças • Warner • CD
- 1994 - No calor dos teus abraços • Warner • LP[8]
- 1996 - Olhos de Deus • Continental • CD
- 2001 - Nóis e a Viola • Warner • CD[8]
- 2002 - As Galvão • Chantecler • CD
- 2008 - Faz o Povo Balançar • Atração • CD[8]
- 2017 - 70 anos - ao vivo • Atração • CD[8]

## Prêmios e Indicações
| Ano  | Prêmio                                                   | Categoria                       | Trabalho/Indicação | Resultado | Ref.  |
| ---- | -------------------------------------------------------- | ------------------------------- | ------------------ | --------- | ----- |
| 1964 | Troféu Uasp (União dos Artistas Sertanejos Paulistas)    |                                 |                    | Venceu    |       |
| 1965 | Troféu Uasp (União dos Artístas Sertanejos Paulistas)    |                                 |                    | Venceu    |       |
| 1966 | Troféu Uasp (União dos Artístas Sertanejos Paulistas)    |                                 |                    | Venceu    |       |
| 1972 | Troféu Osasco                                            |                                 |                    | Venceu    |       |
| 1973 | Troféu da Amizade - Lembrança de Tonico e Tinoco         |                                 |                    | Venceu    |       |
| 1978 | 1° Troféu Guarulhos Coração da Viola                     |                                 |                    | Venceu    |       |
| 1978 | Troféu Osasco - Abas Cedert-Adm. Guaçu Piteri            |                                 |                    | Venceu    |       |
| 1978 | Troféu Nefi Tales - Oscar da Música Sertaneja            |                                 |                    | Venceu    |       |
| 1980 | Coluna Sertaneja - NP                                    | Destaque do ano                 |                    | Venceu    |       |
| 1980 | 10° Troféu Fusco Neto da Abas                            |                                 |                    | Venceu    |       |
| 1982 | Melhores do ano D.E.Storópolis                           |                                 |                    | Venceu    |       |
| 1982 | 2ª Festa Nacional do Disco - Rádio e TV Guaíba           |                                 |                    | Venceu    |       |
| 1987 | Destaque América - Rádio América                         |                                 |                    | Venceu    |       |
| 1987 | 1° Grande Show da Jovem Música Sertaneja - Rádio América |                                 |                    | Venceu    |       |
| 1988 | Destaque América - Rádio América                         |                                 |                    | Venceu    |       |
| 1989 | Prêmio Cultural de Música Ary Barroso                    |                                 |                    | Venceu    |       |
| 1992 | Prêmio da Revista Sertaneja                              |                                 |                    | Venceu    |       |
| 1993 | Prêmio Sharp                                             | Melhor Dupla Sertaneja do Ano   |                    | Venceu    |       |
| 1993 | Prêmio Canário de Ouro                                   |                                 |                    | Venceu    |       |
| 1995 | Clube dos Amigos da 3ª Idade de Piraju                   |                                 |                    | Venceu    |       |
| 1997 | 3º Ano da Noite Sertaneja - Biroska                      |                                 |                    | Venceu    |       |
| 2000 | 5º Prêmio Tião Carreiro                                  |                                 |                    | Venceu    |       |
| 2001 | 31º Troféu Fusco Neto                                    |                                 |                    | Venceu    |       |
| 2002 | Prêmio Caras de Música                                   | Melhor Dupla Sertaneja do Ano   |                    | Venceu    | [ 9 ] |
| 2002 | Grammy Latino                                            | Melhor Álbum de Música Regional | Nóis e a Viola     | Venceu    | [ 9 ] |
| 2002 | Troféu Charles Chaplim - Darbi Daniel                    |                                 |                    | Venceu    |       |
| 2003 | Prêmio Biroska                                           |                                 |                    | Venceu    |       |
| 2003 | Prêmio Ary Barroso                                       |                                 |                    | Venceu    |       |
| 2004 | Troféu Biroska                                           |                                 |                    | Venceu    |       |
| 2018 | Prêmio da Música Brasileira                              | Melhor Dupla Regional           | Soberanas: 70 anos | Venceu    |       |

Grammy Latino: Melhor Álbum de Música Sertaneja

### Honrarias
- 2002 - Título de Cidadãs Paraguaçuenses
- 2003 - Título de Cidadãs de Assis
- 2005 - Título de Cidadã Palmitalense para Mary
- 2005 - Título de Cidadã Benemérita para Marilene
- 2006 - Título de Madrinhas da Assoc. Paranapanemense do Deficiente Físico - Paranapanema - SP
- 2007 - Homenagem de José Caixeta no 13° Festival de Música Sertaneja da cidade de Machado - MG
- 2011 - Diploma de Honra ao Mérito pela Ordem dos Músicos do Brasil - SP